# Posta (Färöarna)
Posta, innan den 6 augusti 2009 Postverk Føroya, är Färöarnas postväsen. Företaget grundades 1 april 1976 som ett led i ett större självstyre för Färöarna. Företaget tillverkar även sina egna frimärken.